# Bruja Codos
Las brujas del codo son ancianas con punzones en los codos en la historia Ojibwa de Aayaase (también conocido como" Aayaash "o" Iyash "),"El-ladrón-de-carne". Cegadas por el humo de las cocinas, las hermanas se mataban entre sí en su intentos de matar a las otras por su comida.

## En la cultura popular
La Bruja Codos es el Monster in My Pocket # 63, siendo uno de los tres monstruos derivados de la mitología nativa americana, siendo los otros dos Wendigo y (hasta cierto punto) Pie Grande. Las puntas que tiene el personaje en los codos asemejan mucho a colmillos.